# Jimi Hendrix
James Marshall „Jimi” Hendrix (Seattle, Washington, USA, 1942. november 27. – London, Egyesült Királyság, 1970. szeptember 18.) amerikai gitáros, énekes, zeneszerző. Mind a mai napig valóságos kulturális ikonnak számít. Rajongók és kritikusok egyaránt elismerik kivételes tehetségét, sokak szerint Jimi Hendrix a valaha élt legjobb és legnagyobb hatású rockgitáros.
1967-ben tett szert világhírnévre, amikor zenekarával, a The Jimi Hendrix Experience-szel a montereyi popfesztiválon első amerikai koncertjét adta. 1969. augusztus 18-án az ő fellépésével zárult a woodstocki fesztivál. Tragikus hirtelenséggel, 1970. szeptember 18-án, londoni lakásában hunyt el – 27 éves volt.
Zenélni leginkább egyedül tanult, balkezes létére egy jobbkezes Fender Stratocasteren játszott, amit fordítva húrozott fel, hogy jó legyen neki, de ezen kívül voltak más gitárjai is, fellépett egy fekete Gibson Flying V-vel (az Isle of Wight fesztiválon), valamint egy fehér Gibson SG-vel (The Dick Cavett Show) is. Rockgitárosként igyekezett kihasználni a feedback nyújtotta minden lehetőséget. A zenei stílusok közül leginkább a blues és annak korai mesterei, B. B. King, Albert King, Buddy Guy, T-Bone Walker és Muddy Waters gyakoroltak rá hatást. Sokat tanult az R&B- és soul-gitárosoktól is, mint például Curtis Mayfield vagy Cornell Dupree. Hendrix játéka dzsesszes elemeket is tartalmazott, gyakran Rahsaan Roland Kirköt nevezte meg kedvenc zenészének. Másik fő ihletforrása Little Richard volt, akinek kísérőzenekarában is játszott egy rövid ideig.
Zenéjében megpróbálta közel hozni a „földhöz” az „űrt”: a „föld” egy bluesos, dzsesszes vagy funkos alapritmus, az „űr” pedig az improvizációk során hallható pszichedelikus hangzás (leginkább magas, visító hangok, kiváló példa ezekre a Voodoo Child (Slight Return) című dal). Zenei producerként a stúdiót olyan helyszínnek tekintette, ahol kibontakoztathatja zenei elképzeléseit. Az elsők között volt, aki a sztereó hangzással és a fáziseltolódással kísérletezett. Emellett elismert dalszerző is volt, akinek szerzeményeit számtalan zenész feldolgozta.
1992-ben a Rock and Roll Hall of Fame, 2005-ben pedig a UK Music Hall of Fame is tagjai közé választotta Hendrixet. A hollywoodi Hírességek sétányán (6627 Hollywood Blvd.) 1994-ben kapott csillagot. 2006-ban első albumát, az Are You Experiencedet az Amerikai Egyesült Államok Nemzeti Felvételi Jegyzékébe (National Recording Registry) választották. 2003-ban a Rolling Stone című zenei szaklap Minden idők 100 legjobb gitárosának listáján Hendrixet az első helyre választotta.

## Családja

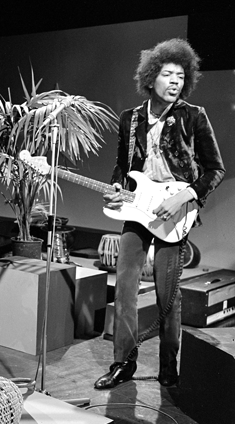
Jimi Hendrix (1967-ben)

Johnny Allen Hendrix néven született a Washington állambeli Seattle-ben; apja Al Hendrix, anyja Lucille Jeter Hendrix volt. Kiskorában csak Busternek becézték. Hároméves volt, amikor apja hazatért a második világháborúból, és a gyerek nevét James Marshall Hendrixre változtatta. Iskoláskorában és fiatal felnőttként Jimmynek vagy Jamesnek szólították. Korai fellépésein a Jimmy James művésznevet használta. A Jimi nevet csak 1966 végén kezdte használni, bár a legtöbb írás mindig így hivatkozik rá az egyszerűség kedvéért.
Jimi Hendrix néger, fehér és cseroki indián felmenőkkel rendelkezett.
Apai ágon mindkét nagyszülője vaudeville zenész volt Vancouverben, ahol Al Hendrix született. Jimi apai nagyanyja Nora Rose Moore, egy cseroki indián és egy mulatt nő lánya volt. Jimi nagyon közel állt hozzá, aki arra nevelte, hogy büszke legyen indián őseire. Ez a hatás Hendrix későbbi zenéjében is megmutatkozik. Apai nagyapja egy felszabadított rabszolga és fehér gazdájának mulatt fia volt. Négy gyermekük közül Al Hendrix (1920–2002) volt a legfiatalabb.
Jimi anyai nagyapja, Preston Jeter ugyancsak egy fekete rabszolga és fehér gazdájának mulatt fia volt. A századfordulón a virginiai Richmondban élt, de miután szemtanúja volt egy lincselésnek, Seattle-be menekült. 1915-ben feleségül vette Clarice Lawsont, aki cseroki és rabszolga felmenőkkel rendelkezett, és feleannyi idős volt, mint ő. Nyolc gyermekük közül Lucille Jeter volt a legfiatalabb.
Lucille-t és Alt egy közös barátjuk mutatta be egymásnak, majd járni kezdtek. Azon a héten, amikor Lucille megtudta, hogy terhes Jimivel, Al megkapta katonai behívóját, majd három nappal az esküvő után bevonult a seregbe. Al csak három év múlva találkozott fiával. Ezalatt Lucille komoly magánéleti és anyagi problémákkal küzdött: apja, Preston néhány hónappal Jimi születése után halt meg; több, mint két év telt el, míg Al katonai fizetése eljutott hozzájuk, és Jeterék háza leégett, ráadásul nem volt biztosítva. Amikor Al hazatért, Jimi a kaliforniai Berkeleyben élt a Jeter család barátainál, akikkel egy templomba jártak. Gondviselője felajánlotta, hogy tovább neveli, de néhány vitát követően Al visszavitte Seattle-be. A gyerek nevét Johnny Allenről James Marshallra változtatta, mert úgy gondolta, hogy ez John Page-re, Lucille szeretőjére utal. De Al nem vált el Lucille-tól.
A következő években Hendrixéknek négy gyermeke született: Leon 1948 januárjában; Joseph komoly születési rendellenességekkel; Kathy tizenhat héttel korábban a vártnál és vakon; Pamela szintén betegen született. Jimi mind a négy testvére nevelőotthonokba került. Lucille és Al lemondott Kathyről és Pameláról, és később Josephről is. Jimi és Leon néha meglátogatta a közelben lakó Pamelát, néha Joe-val is találkoztak. 1951 decemberében Lucille elhagyta Alt és elváltak, a két fiút pedig Alnek ítélték. Három évvel később a szociális munkások Leont hanyag nevelésre hivatkozva nevelőotthonba küldték. Jimit csak azért hagyták Alnél, mert már nem igényelt annyi figyelmet, mint egy hatéves gyerek. Szerencsére Leont csak egy néhány háztömbnyire lévő otthonba vitték, így Jimi rendszeresen meglátogatta és lényegében együtt nőttek fel.
1957 végén Lucille túlzott italozása és mulatozása komoly egészségi problémákat okozott. Kétszer vitték kórházba májzsugorodás miatt. 1958-ban, rövid udvarlás után összeházasodott egy nyugdíjas dokkmunkással, William Mitchellel, aki harminc évvel volt idősebb nála. Néhány hét múlva újra kórházba került, akkor hepatitisszel. 1958. február 1-jén, egy bár mögötti sikátorban a Yesler Streeten eszméletlenül találtak rá. Az orvosok más betegekkel foglalkoztak, így alig kapott valami ellátást. Végül leszakadt lépe miatt halt meg, amit inkább egy sérülés okozhatott, mint májproblémák. Halálának valódi okát sosem vizsgálták.
1966 végén Al összeházasodott Ayako June Fujitával és örökbe fogadta a nő előző házasságából született lányát, Janie Jinka-t, akit ezután Janie Hendrixnek hívtak.

## A korai évek

### Ifjúkora

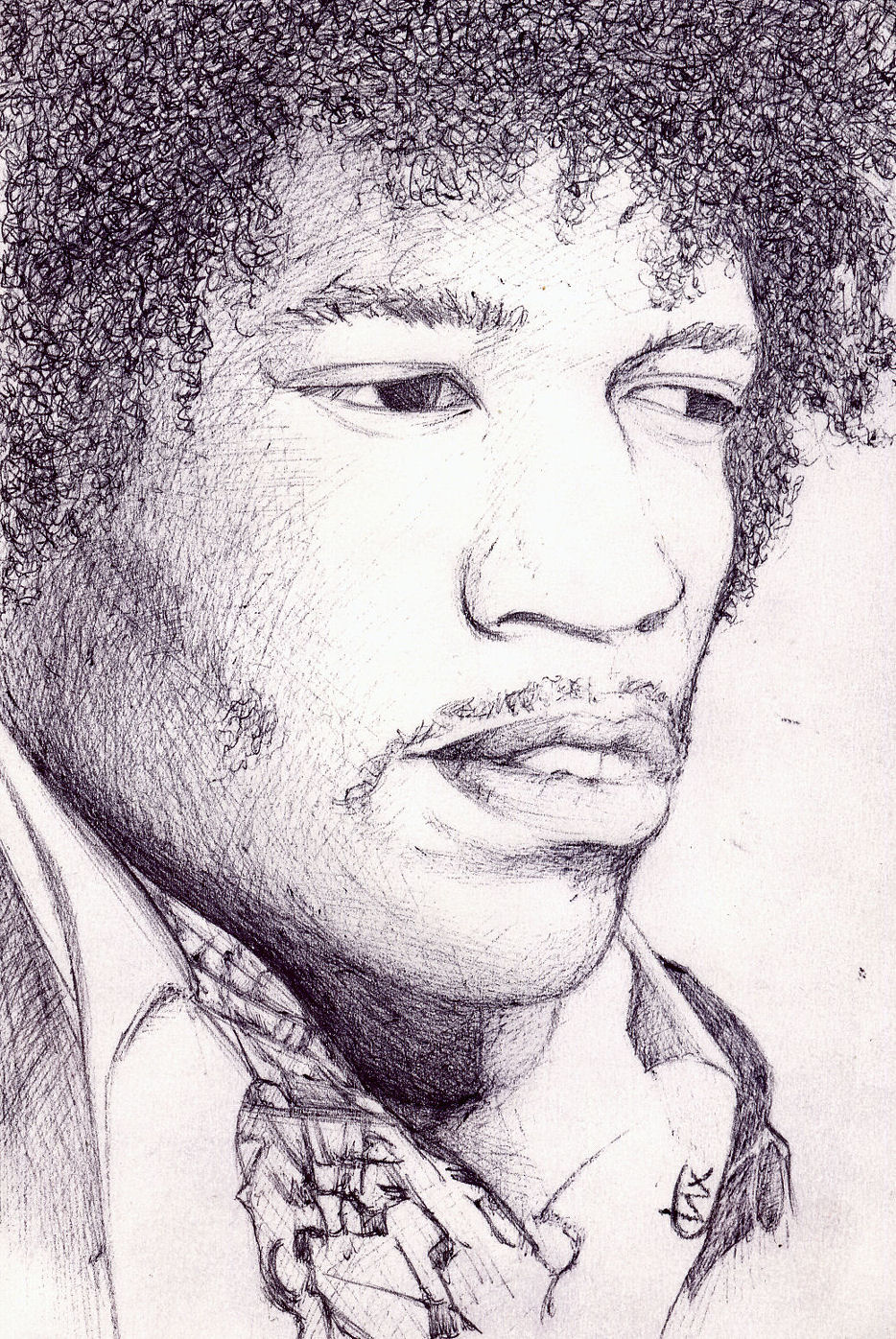

Jimi félénk, érzékeny, zavart gyerek volt, mélyen érintette, hogy családja szegény volt és elhanyagolták. Kortársaihoz – például John Lennonhoz vagy Paul McCartneyhoz – hasonlóan nagy hatást gyakoroltak rá a szomorú családi események: kilencéves volt, amikor szülei elváltak, tizenhat, amikor anyja meghalt. Gyerekkorában – a legtöbb afroamerikai gyerektől eltérően – különböző etnikumú gyerekek között élt. Az 1950-es években a legtöbb amerikai nagyváros belső területei erősen szegregáltak voltak, de a seattle-i Central District kivételt képezett. A kerületben fehér, afroamerikai, spanyol és ázsiai származásúak, valamint őslakos indiánok is éltek.
Hendrix imádta Elvis Presley-t és Little Richardot; a jobbra látható rajz 1957-ben, két hónappal Elvis 1957. szeptember 1-jei koncertje után készült. Little Richarddal kezet is foghatott, amikor a híres zenész a Central Districtben járt. Korán megismerkedett a blueszal: apjával az általuk bérelt szobában állandóan Muddy Waters és Lightnin’ Hopkins lemezeit hallgatta. Mély benyomást tett rá az 1954-es Johnny Guitar című western, amelynek főhőse fegyver helyett csak egy gitárt hordott magával.
Tizennégy éves kora körül Jimi megszerezte első gitárját, egy ütött-kopott, egyhúros akusztikus gitárt, amit egy másik fiú dobott el. A film hőséhez hasonlóan büszkén vetette át hátán új hangszerét, az egy húrból pedig megpróbálta a lehető legtöbb hangot kicsalni. Abban a tanévben csak zenéből bukott meg. Első elektromos gitárját, egy fehér Supro Ozarkot az apjától kapta. Gyorsan megtanulta, hogyan kell használni, csak gyakorolt és azt nézte, mások hogyan játszanak. Imádta T-Bone Walker különleges színpadi mozgását és Chuck Berry kacsajárását.
Első koncertjét egy névtelen zenekarral egy zsinagóga alagsorában adta. Túlzottan vad stílusa és dominanciája miatt kirúgták. Első komoly zenekara a The Velvetones volt, amely a Yesler Terrace-i Neighborhood House-ban rendszeresen, de ingyen játszott. Feltűnő stílusa és az, hogy bal kézzel játszott egy jobbkezes gitáron, már akkor nagy feltűnést keltett. Egyszer ellopták a gitárját, mert éjjelre a színfalak mögött hagyta. Al vett neki egy fehér Silvertone Danelectrót, amit Jimi pirosra festett és középiskolai szerelme után Betty Jeannek nevezett el.
A középiskolát tulajdonképpen jó eredménnyel fejezte be, de a Garfield High Schoolt nem tudta elvégezni; az iskolától később egy díszdiplomát kapott. Amikor az 1960-as évek végén már híres volt, egy interjúban azt mondta, hogy a rasszista tantestület kirúgta, mert megfogta egy fehér lány kezét. Frank Hanawalt igazgató szerint ez csak a rossz vizsgák és a túl sok hiányzás miatt volt.

### Katonaság
Miután elkapták egy lopott autóval, Hendrix beleegyezett, hogy a kétéves börtönbüntetését 1961. május 31-i hatállyal katonai szolgálatra váltsa. A kaliforniai Fort Ordban tartott gyülekező után a 101. légi szállítású hadosztályba sorozták ejtőernyősnek; kiképzése idején a Kentuckyban lévő Fort Campbellben állomásozott. Később több ejtőernyős hadosztály tévesen azt állította, hogy az ő kötelékükben szolgált.
Családjának írt levelei arról tanúskodnak, hogy hamar hozzászokott a katonaélethez, és büszke volt arra, hogy a 101. Hadosztály tagja lehet, mert ennek tagjait már a második világháborúban is hősként ünnepelték. Felettesei szerint azonban csapnivaló katona volt, többször rajtakapták, hogy szolgálat közben aludt, és az éjféli létszámellenőrzésekkor nem volt a szobájában. Megjegyezték, hogy a legalapvetőbb dolgokat is csak felügyelettel lehetett rábízni, és hiányzott belőle a motiváció. Egyik felettese azt írta róla, hogy „nem ismeri a jó modort”, egy másik pedig azt, hogy „képtelen a szolgálatot rendesen ellátni, és állandóan a gitárján jár az esze”.
Egy kimenő alkalmával találkozott egy Billy Cox nevű katonával, aki basszusgitározott. Rövid idő alatt szoros barátságot kötöttek, ami Hendrix életének utolsó évében nagyon fontossá vált. The King Kasuals néven zenekart alapítottak, és a seregben vagy azon kívül együtt zenéltek.
1962. május 31-én, egyévi szolgálat után Hendrixet „rossz magatartás”, „a szabályok semmibevétele” és „eligazításon való részvétel helyett a körletben végzett önkielégítés” miatt elbocsátották. Hendrix későbbi interjúiban azt mondta, hogy huszonhatodik ejtőernyős ugrása során eltörte a bokáját, és az orvos szerelte le. Charles Cross 2005-ös Room Full of Mirrors című életrajzában azt írja, hogy Hendrix homoszexuálisnak tettette magát – azt mondta, hogy szerelmes egyik katonatársába –, és ezért szerelték le.
Hírességként keveset beszélt katonaéveiről, de egyszer megjegyezte, hogy többek között az ejtőernyők között süvítő levegő hangja inspirálta gitárjának különleges hangzását. Bár három évvel azelőtt leszerelt, hogy az USA egyre több katonát küldött Vietnámba, dalai az ott harcoló katonák kedvenceivé váltak, különösen Bob Dylan All Along the Watchtower című dalának feldolgozása.

## Korai karrier

### Chitlin' circuit
Miután leszereltek, Jimi és Billy a Tennessee állambeli Clarksville-be ment, ahol újjászervezték a Kasualst. Sötét, koszos kis helyeken zenéltek, ám pénzt alig kaptak érte. Októberben Nashville-be mentek, ahol a Jefferson Street klubjaiban játszottak és néha ott is laktak. Ez a környék volt a városi fekete közösség és a rhythm and blues központja. 1962 novemberében Hendrix részt vett élete első stúdiófelvételén, de vad és még nem teljesen kiforrott stílusa miatt nem szerepelt a végső változaton.
A következő három év folyamán Hendrix bizonytalan körülmények között élt, az USA déli részén a feketék által is látogatható helyeken lépett fel – ezeket a helyeket összefoglaló néven Chitlin' circuit-nek hívták. Játszott a King Kasualsszal, de turnézó soul- és bluesmuzsikusokat is kísért, mint például Chuck Jackson, Slim Harpo, Tommy Tucker, Sam Cooke és Jackie Wilson. A Chitlin' circuit fontos szerepet töltött be karrierjében: stílusa sokat fejlődött és közelebbről is megismerhette a blues gyökereit. Ebben az időben sem hírnevet, sem elegendő pénzt nem sikerült szereznie játékával, a rasszizmus és a szegénység pedig mély nyomot hagyott emlékezetében.

### New York
A délen elszenvedett megpróbáltatások után Jimi elhatározta, hogy New Yorkban próbál szerencsét. 1964 januárjában a Harlembe költözött, ahol megismerkedett későbbi barátnőjével, Lithofayne „Fayne” Pridgonnal és az Allen-ikrekkel, Alberttel és Arthurral. Az Allen-ikrek sokat segítettek Jiminek abban, hogy ne kerüljön bajba a városban (több dalban is vokáloztak, ezek közül a legismertebb a Freedom). Pridgon, akinek voltak összeköttetései a zenei életben, menedéket és támogatást adott Jiminek legszegényebb, remény nélküli éveiben. 1964 februárjában Jimi 25 dollárt nyert az Apollo Theaterben rendezett amatőr zenei versenyen, de hogy betörjön New York zenei életébe, túl nehéznek látszott.
1965-ben Hendrix lett az Isley Brothers új gitárosa; országos turnéra indultak, ami a Chitlin' circuit-et is érintette. Velük készítette első igazi stúdiófelvételét, az Isley Brothers Testify című dalát. Nashville-ben otthagyta Isleyéket, hogy Gorgeous George Odellel turnézzon. Atlantában Little Richard kísérőzenekarához, az Upsettershez csatlakozott. Bár Hendrix bálványozta Richardot, gyakran került vele összetűzésbe pontatlansága, öltözködése és színpadi bohóckodása miatt. Egy rövid időre kiszállt, Ike és Tina Turner zenekarával turnézott, de vad szólói miatt innen is mennie kellett – vissza Little Richardhoz. Néhány hónap múlva azonban innen is kirúgták, mert Washingtonban lekéste a turnébuszt. Ebben az időben alakult ki sajátos színpadi stílusa, amit leginkább Johnny „Guitar” Watson inspirált.
1965 őszén csatlakozott Curtis Knight The Squires nevű zenekarához; először annak a lerobbant hotelnek az előterében találkoztak, ahol mindketten laktak. Ezután két hónapig a Joey Dee and the Starliters zenekarral turnézott, mielőtt visszatért volna Curtishez. 1965. október 15-én Hendrix három évre szóló lemezfelvételi szerződést kötött Ed Chalpin impresszárióval, mely szerint a Curtis Knighttal készített felvételek után 1 dollárt és 1% tiszteletdíjat kapott volna. Kapcsolatuk rövid életű volt, és Hendrix más lehetőség után nézett. A szerződést viszont nem bontották fel, így az később komoly problémákat okozott, amiket azonban sikerült rendezni.

### Greenwich Village
1966 nyarán Jimi megalapította saját zenekarát, a Jimmy James and the Blue Flamest, melynek tagjaival gyakran találkozott a Manny’s Music Shopban. Egyik tagja egy 15 éves, Kaliforniából szökött gyerek volt, akit Randy Wolfe-nak hívtak. Mivel a zenekarban két „Randy” is volt, Hendrix Wolfe-ot „Randy California”, a másik Randyt pedig „Randy Texas” névre keresztelte. 1967-ben Randy California mostohaapjával, Ed Cassidyvel megalapította a Spirit zenekart.
Hendrix és zenekara rövid időn belül népszerű lett és egész New Yorkban felléptek, de törzshelyük a West Village-ben lévő MacDougal Streeten található Cafe Wha? volt. Ekkoriban Hendrix Ellen McIlwaine énekes-gitárossal és Jeff „Skunk” Baxter gitárossal (Manny egyik alkalmazottjával) dolgozott együtt. Találkozott Frank Zappával is.

### Felfedezése
1966 elején a nyugati 21. utcában lévő Cheetah Clubban Linda Keith, Keith Richards akkori barátnője megismerkedett Hendrixszel; nem akarta elhinni, hogy még senki sem figyelt fel rá. Beajánlotta a Stones menedzserénél, Andrew Loog Oldhamnél, majd Seymour Stein producernél, de egyikük sem látott fantáziát a zenéjében. Linda még a Rolling Stonest is elvitte a Blue Flames egyik koncertjére, de hiába fáradozott. Ezek után beszélt Chas Chandlerrel, az Animals basszusgitárosával, aki épp otthagyni készült zenekarát, és olyan zenészt keresett, akinek a producere lehet. Chandler nagyon szeretett egy Hey Joe című dalt, és biztos volt abban, hogy slágert csinálhat belőle, ha átdolgozza rockdallá. Újra a Cafe Wha?-ban történt a döntő felfedezés: amikor Hendrix játszani kezdte saját feldolgozásában a Hey Joe-t, Chandler annyira izgalomba jött, hogy italát véletlenül a ruhájára öntötte.
Chandler Londonba vitte Hendrixet, és egy menedzseri és produceri szerződést kötött vele, melynek értelmében Chandler producer, Michael Jeffery, az Animals menedzsere pedig Hendrix menedzsere lett. Segített megalakítani egy új zenekart, a The Jimi Hendrix Experience-t Noel Redding basszusgitáros (korábban gitáros) és Mitch Mitchell dobos közreműködésével. Mindezt egy olyan időszakban, amikor egy zenekar tagjainak bőrszíne ugyanolyan volt, de Hendrixnek fontosabbak voltak zenésztársainak képességei, mint a bőrük színe.

## The Jimi Hendrix Experience

### Siker az Egyesült Királyságban
A zenekar először európai klubokban lépett fel, aminek anyagi és szakmai értelemben egyaránt sok haszna volt. Működésükre már a brit zeneipar is felfigyelt. Színpadi viselkedése és kivételes virtuozitása rengeteg szakmabeli rajongót szerzett neki, úgy mint Eric Clapton, Jeff Beck, a Beatles, a Rolling Stones, a Who és később Freddie Mercury. A Who menedzserei kiadójukhoz, a Track Recordshoz szerződtették a zenekart.
Jimi első kislemeze a Hey Joe volt, melyet Tim Rose lassú változata alapján dolgozott fel. A kislemez B-oldalán a Stone Free szerepelt, Jimi első saját dala. A valódi sikert a következő két kislemez hozta meg: a forradalmi és eredeti Purple Haze, amely torzított gitárhangja és álomszerű (sokak szerint drogos) látomásai révén lett világhírű, és a The Wind Cries Mary. Mindhárom kislemez bekerült a brit Top 10-be. Jimi a színpadon több blues-feldolgozást játszott, ezek közül kiemelkedik B. B. King Rock Me Babyje és Howlin' Wolf Killing Floorjának felgyorsított változata.
Hendrixet Nagy-Britanniában sztárként ünnepelték. Barátnőjével, Kathy Etchinghammel a London középső részén található Brook Street 23-ba költözött. A szomszédos 25-ös házban élt korábban a világhírű barokk zeneszerző, Georg Friedrich Händel. Amikor Hendrix ezt megtudta, több Händel-művet tartalmazó lemezt vásárolt, például a Messiást és a Vízizenét. Ma a két ház a Handel Hendrix House kiállításnak ad otthont, ahol mind a két zenészről megemlékeznek.

### Are You Experienced?/ Are You Experienced
1967. május 12-én az Egyesült Királyságban megjelent a Jimi Hendrix Experience első albuma, az Are You Experienced Ezen a kiadáson – brit szokás szerint – nem voltak rajta a kislemezek. Ez egy úttörő album; csak 2–3 héttel korábban jelent meg, mint a Beatlestől a Sgt. Pepper’s Lonely Hearts Club Band. A Beatles után az Experience a 2. helyet szerezte meg a listán.

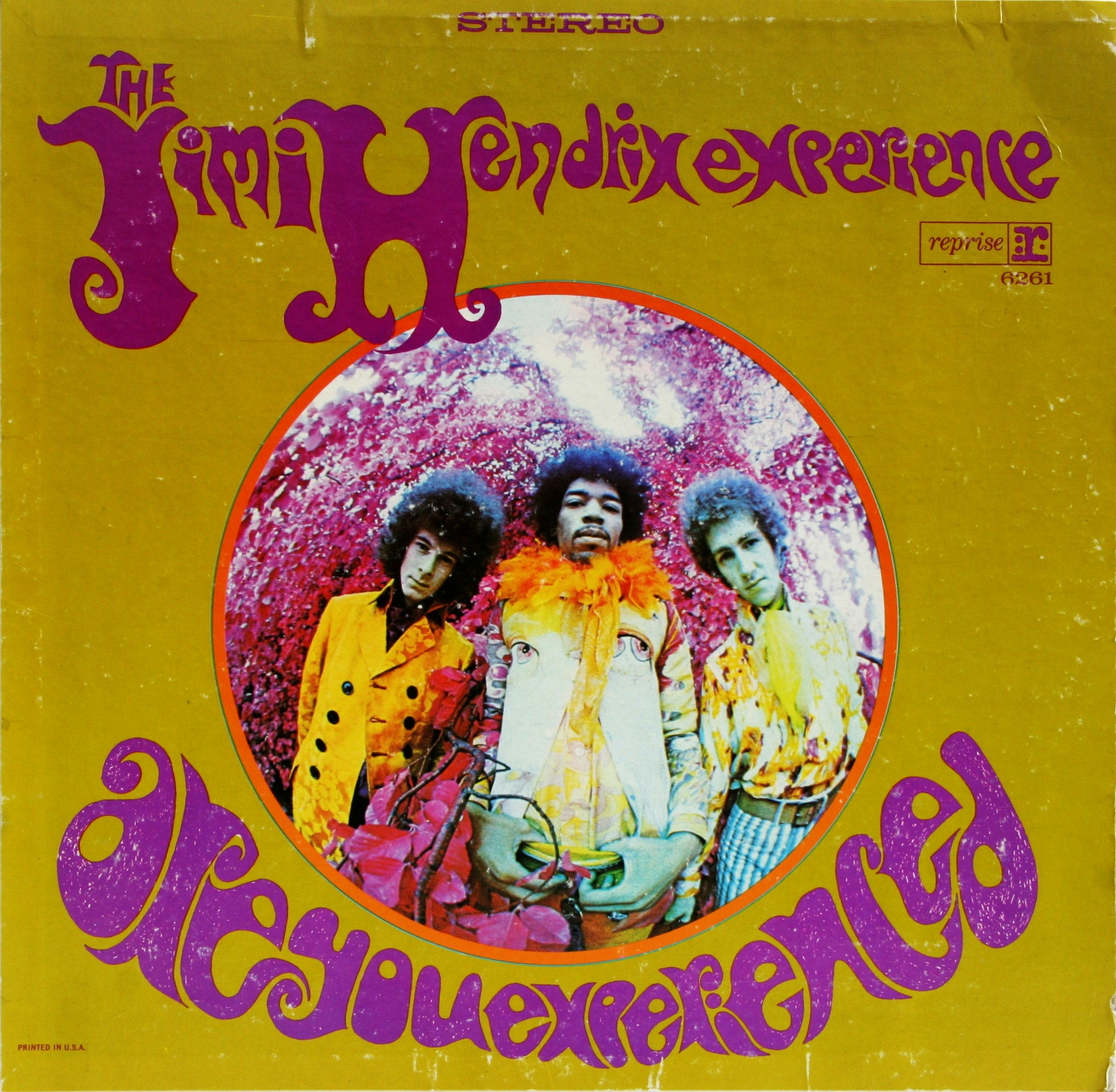
Amerikai lemezborító, Are You Experienced

Ezalatt a zenekar gőzerővel turnézott az Egyesült Királyságban és Európában. Ez remek lehetőséget adott Hendrixnek, hogy kialakítsa saját színpadi stílusát. Ennek egyik tetőpontjaként 1967. március 31-én a színpadon felgyújtotta a gitárját. Később, mivel több erősítőt és más színpadi berendezést is tönkretett, a Rank Theatre vezetősége felszólította, hogy tartsa féken magát. 1967. június 4-én a londoni Saville Theatre-ben utolsó brit koncertjüket adták, mielőtt az USA-ba utaztak volna. A Sgt. Pepper csak három nappal azelőtt jelent meg, és a közönség soraiban több híresség is ott volt: Paul McCartney és George Harrison a Beatlesből, Brian Epstein, a Beatles menedzsere, Eric Clapton és Jack Bruce a Creamből, valamint Spencer Davis és Lulu. Jimi eléggé merészen a Sgt. Pepper’s Lonely Hearts Club Band saját változatával kezdte a műsort.
Három hónappal később az USA-ban is megjelent az Are You Experienced, a címében már kérdőjel nélkül. A Red House, a Remember és a Can You See Me helyére az első három kislemez A-oldalát tették fel. Míg a brit kiadás a Foxy Ladyvel, addig az amerikai a Purple Haze-zel kezdődött. Mindkét kiadás izgalmas betekintést ad az Experience zenei világába, és megmutatta, hogy mi mindent lehet csinálni az elektromos gitárral. Az angol nyelv szabályai miatt a két különböző helyesírású cím ugyanazt jelenti.

### Siker Amerikában
Európában már népszerűek voltak, de Amerikában még alig hallottak róluk. A nagy lehetőség akkor jött el, amikor Paul McCartney a Monterey International Pop Music Festival rendezőinek figyelmébe ajánlotta a zenekart. Ez kiváló lehetőség volt Hendrixnek, hogy az USA-ban is megismerjék; nem csak a nagy közönség miatt, hanem azért is, mert az egész eseményt filmre vették és szinte minden moziban bemutatták. Az Experience 1967. június 18-án, vasárnap lépett színpadra, és műsoruk a háromnapos rendezvény egyik csúcspontja volt. Zeneileg is különleges volt: kilenc dalt adtak elő, négy eredetit és öt feldolgozást. Azzal a céllal, hogy még a Who-nál is nagyobb sikerük legyen, Jimi a Wild Thing előadása közben a fogával és a háta mögött gitározott, majd a dal végén ismét felgyújtotta és összetörte gitárját. A háromszor megismételt gitárfelgyújtásból ez volt a második. A fesztiválról készült Monterey Pop című filmet D.A. Pennebaker rendezte, melyben az ominózus gitárfelgyújtás is látható.
A fesztivál után az Experience a Monkees előzenekaraként játszott azok amerikai turnéján. Ők azért kérték Hendrixet, mert kedvelték, de tizenéves közönségük nem értette meg zenéjük lényegét. Amint a Purple Haze népszerű lett az USA-ban, az Experience otthagyta őket. Chandler később azt mondta, hogy „kirúgásuk” csak a kellő médiavisszhang érdekében történt. Akkoriban az a szóbeszéd járta, hogy az Amerikai Forradalom Lányai egyesület szerint műsoruk túl züllött volt, és ezért kellett menniük. Lillian Roxon ausztrál újságírónő később bevallotta, hogy ő találta ki az egészet.
Ezalatt az Egyesült Királyságban Hendrix vadember imázsáról és zenei trükkjeiről (a fogával vagy a háta mögött gitározott) még mindig beszéltek, de Hendrix zeneileg sokat fejlődött. Elege volt abból, hogy színpadi viselkedésén és kislemezein kívül mással nem foglalkoznak.

### Axis: Bold as Love
1967 decemberében megjelent a Jimi Hendrix Experience második albuma, az Axis: Bold as Love. Ez az Are You Experienced zenei stílusát folytatta, olyan ma már klasszikus dalokkal, mint a Little Wing vagy az If 6 Was 9. Az első dal, az EXP egy rádióműsort imitál, amit a földönkívüliek érkezése szakít félbe. Jimi gitárjának recsegő, erősen torzított hangja mintha a hallgató körül forogna, a jobb csatornában elhalkul, a balban viszont újra megjelenik. Ez volt az első album, amit Jimi úgy vett fel, hogy gitárját egy félhanggal mélyebbre hangolta; ezután csak ezt a hangolást használta.
Egy véletlen majdnem megakadályozta a megjelenést. Miután elkészültek a felvételek, Hendrix elvitte a mesterszalagokat, hogy barátai meghallgassák, milyen lesz az album. Amikor kiszállt a taxiból, már csak a második oldal szalagja volt meg. Az egészet az mentette meg, hogy Noel Redding lakásán talált egy másolatot, amit viszont ki kellett simítani, magnója ugyanis begyűrte a szalagot. Mivel a kiadás ideje nagyon közel volt, az Experience Eddie Kramer hangmérnökkel és Chas Chandlerrel egy egész éjszakás felvétel során újravette az első oldal dalait. Hendrix és Kramer később azt mondta, hogy sosem voltak teljesen elégedettek az eredménnyel.
Hendrixnek az album borítója sem nyerte el a tetszését. Bár nagyra értékelte a kép szimbolikus jelentését, eredetileg mégis olyan borítót akart, amely indián (angolul Indian) felmenőinek örökségét tükrözi. A brit tervezők azt hitték, hogy Indiára gondolt, nem pedig Észak-Amerika őslakosaira, ezért látható a képen Jimi és két társa Durga és Visnu, a két védikus istenség alakjában.
Az album megjelenése után tovább folytatták a turnézást, és egyre nagyobb közönség előtt léptek fel. Az állandó utazás, a kábítószerezés, az italozás és a kimerültség vége egy rosszul sikerült skandináv turné volt. Jimi részegen randalírozott egy stockholmi szállodában, összetörte szobája berendezését, végül letartóztatták.

### Electric Ladyland

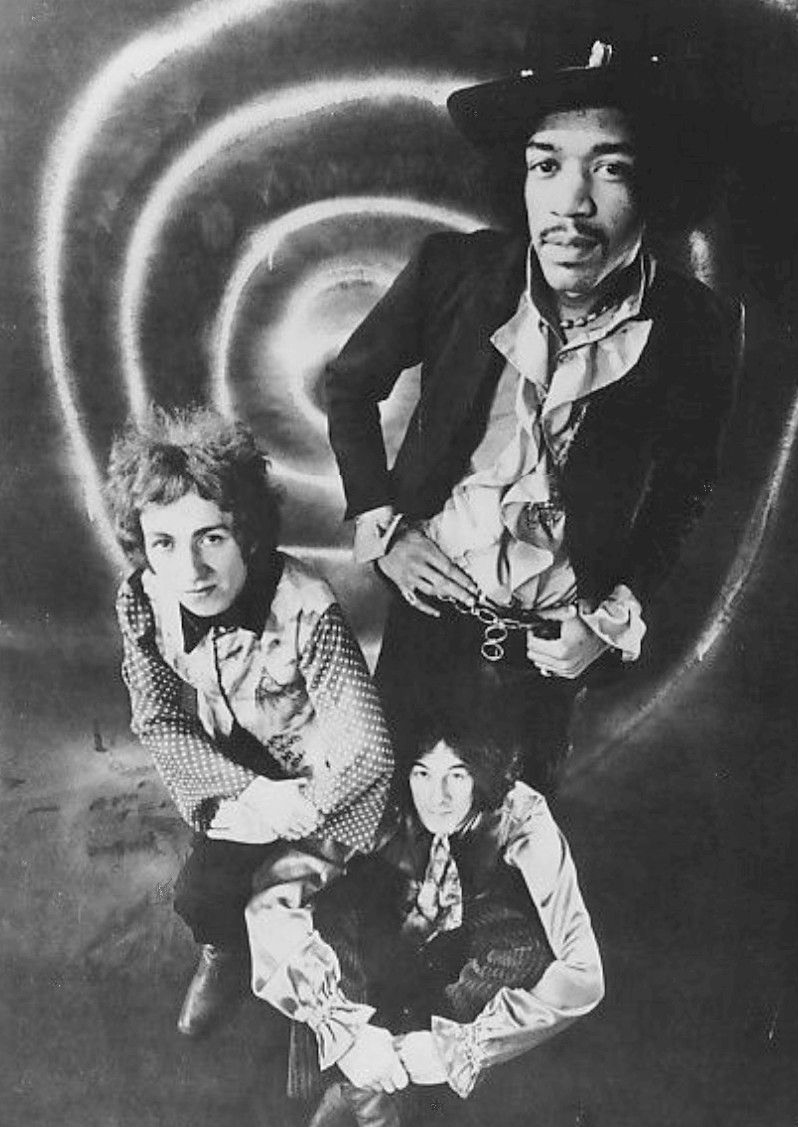
Jimi Hendrix Experience, 1968

A zenekar 1968-ban megjelent harmadik albuma, a dupla Electric Ladyland jelentősen eltért korábbi munkáiktól; sokak szerint három stúdióalbumuk közül ez a legjobb.
Ahogy a felvételek haladtak, Chandlert egyre jobban bosszantotta Hendrix maximalizmusa, aprólékossága és a sok haver, aki a stúdióban kempingezett. Úgy érezte, Hendrix egyre inkább eltávolodik tőle. Amikor Chandler zenész volt, az volt a legfontosabb, hogy a dalokat néhány óra alatt felvegyék, kiadják kislemezen és lehetőleg minél több pénzt keressenek vele. Ez a hatás nyilvánvaló az első két albumon: alig van olyan dal, ami négy percnél hosszabb, mindkettőt gyorsan készítették el, és a dalok szerkezete hasonlít a popdalokéra. De amint Hendrix elkezdett kísérletezni és saját kezébe vette a művészeti irányítást, Chandler átengedte neki a vezetést. Chandler távozásának kulcsszerepe volt a felvételek további alakulásában.
Hendrix több hangszerrel és effekttel kezdett kísérletezni, és a zenekar felállását is gyakran változtatta. Az album felvételein többek között Dave Mason, Chris Wood és Steve Winwood a Trafficből, Buddy Miles dobos és Al Kooper, Bob Dylan orgonistája is szerepelt. Ez is oka volt Chandler kiválásának. Később elmesélte, hogy Hendrix fegyelmezett munkamódszere egyre kiszámíthatatlanabbá vált. Gyakran az éjszaka közepén kezdte a munkát, a stúdióban pedig egy csomó ismeretlen ember lézengett.
Chandlert az is ingerelte, hogy egy dalnak hányszor kezdtek neki. A Gypsy Eyes-ből például 43 felvétel készült, az All Along the Watchtower akusztikus gitárszólamát Dave Mason több mint húsz alkalommal játszotta fel, mert Hendrix állandóan elégedetlen volt. Ez már Noel Reddinget is zavarta, aki gyakran hagyta el a stúdiót, hogy elkerülje a nyílt összetűzéseket és hogy megnyugodjon. Mire visszatért, Hendrix általában a basszusgitár szólamait is feljátszotta.
Ezeknek az eseményeknek a hatása a dalok stílusán is érződik. Első hallásra észrevehető, hogy ezek már nem voltak hagyományos popdalok, gyakran hiányzott belőlük a könnyen megjegyezhető téma vagy motívum, néha dallamuk sincs. Ezen kívül a dalszövegekben tárgyalt témák és a hozzájuk komponált zenék Hendrix minden addigi munkáján túlmutatnak. Például az album négy dala mintha külön zenei egységet alkotna, amely egy álommal kezdődik (Rainy Day, Dream Away). Ezután a dal főszereplője elhatározza, hogy asszonyával alámerül a tengerbe, hogy elmeneküljön az emberiség okozta csapásoktól, mint például a háború (1983… (A Merman I Should Turn to Be)). A dal végén a főhős megérkezik a víz alatti világba, ahol mindenki boldog. A következő részben (Moon, Turn the Tides…Gently Gently Away) a tengeralattjáró hangja hallható. Az utolsó részben főhősünk felébred álmából, és hallhatjuk a világon úrrá levő zűrzavart, amit a lázas zene szimbolizál (Still Raining, Still Dreaming).
Az Electric Ladylanden számos más emlékezetes darab hallható, többek között a Voodoo Child (Slight Return) és Bob Dylan All Along the Watchtowerjének feldolgozása. Ez szinte minden részletében különbözik az eredetitől, ma pedig az egyik legjobb, elektromos gitárral előadott dalnak tartják.

### Morrison's Lament
Négy évig tartó karrierje során Jimi számos alkalommal lépett fel híres zenészekkel. Létezik egy felvétel, ami 1968 márciusában, a Steve Paul's Scene Clubban készült: ezen Hendrix mellett Johnny Winter bluesgitáros, Buddy Miles, az Electric Flag dobosa, valamint Jim Morrison hallható. Morrison meglehetősen részeg volt, ezért „éneke” inkább csak egy obszcén dolgokkal teli dörmögés. A felvételen hallható, amint Hendrix bekonferálja Morrisont és egy jobb mikrofont ad neki. A Morrison's Lament című felvétel a Hendrix- és Doors-relikviák gyűjtői körében közismert volt. Az örömzenélés anyagából készült album több címen is megjelent (eredetileg Sky High, majd Woke Up This Morning), néhányan pedig (tévesen) azt gondolták, hogy Johnny Winter zenekara hallható rajta.

### Az Experience feloszlása
1969. február 18-án és február 24-én az Experience a londoni Royal Albert Hallban két telt házas koncertet adott. Ez volt a zenekar utolsó fellépése az Egyesült Királyságban. A koncertről Experience címmel film is készült, amit máig sem adtak ki.
Noel Reddingnek már elege volt abból, hogy nem játszhatott eredeti hangszerén, a gitáron. 1968-ban megalakította saját együttesét, a Fat Mattresst (Vastag matrac). Néha az Experience előzenekaraként játszottak – Hendrix csak „Vékony párna” néven illette őket. Hendrix és Redding egyre ritkábban találkozott, ezért az Electric Ladylanden sok basszus szólamot Hendrix vett fel.
Redding a koncertek által kiváltott tömeghisztériát sem szerette. Utolsó koncertje a zenekarral 1969. június 29-én volt, a denveri popfesztiválon. A háromnapos eseményen folyamatos zavargások és a rendőrökkel való összecsapások foglalták le az embereket. A három zenészt egy bérelt teherautó rakterében csempészték ki a fesztiválról. Másnap Redding bejelentette, hogy kilép a zenekarból.

### Jogi problémák
1969-ben Hendrix többször szembekerült a törvénnyel. Először még az 1965-ben, Ed Chalpinnel kötött szerződés körül alakult ki vita. Végül megegyeztek, hogy Hendrix felvesz egy albumot, amit Chalpin fog kiadni; ennek az eredménye az 1970-es Band of Gypsys koncertalbum. 1969. május 3-án Hendrixet a torontói repülőtéren letartóztatták, mert poggyászában heroint találtak. Hendrix azzal védekezett, hogy a tudta nélkül csempészték oda a kábítószert. A bíróság felmentette.

## Gypsy Sun and Rainbows

### Ház Shokanban
Noel Redding kiválása után Hendrix a New York állambeli Shokanban egy nyolc hálószobás házat bérelt ki, hogy ott töltse 1969 nyarát. Michael Jeffery menedzser állta a költségeket, és még szakácsot és házvezetőt is küldött abban bízva, hogy Hendrix a vidék nyugalmában egy újabb albumra való dalt tud írni. Redding helyére Jimi régi katonatársát, Billy Coxot hívta a zenekarba; vele még a Chitlin Circuit idején játszott együtt. Következő kötelezettségének, egy fellépésnek a Tonight Showban már a Hendrix, Cox és Mitchell alkotta trió tett eleget. Hogy túllépjen a power trió adta lehetőségeken, bevette a zenekarba Larry Lee ritmusgitárost (egy másik barát a katonaságból), valamint Juma Sultan és Jerry Velez ütőhangszereseket. Az új formációt Gypsy Sun and Rainbowsnak nevezte el, de Hendrix menedzsmentje sosem kötött velük szerződést. A vidéki élet és a shokani ház légköre tényleg segített több új dal megírásában, például itt született a Jam Back at the House, a Shokan Sunrise, a Villanova Junction és a funkos hatást mutató Message to Love és Izabella.

### Awoodstocki fesztiválon
Népszerűségének köszönhetően Hendrix 1969. augusztus 18-án a woodstocki fesztiválon is fellépett. Bár a világ legtehetségesebb zenészei és legjobb zenekarai kaptak meghívást, mégis Hendrixet tartották a legjobbnak, ezért a vasárnap estére tervezett fellépése volt a fesztivál záróeseménye.
- Jimi woodstocki bevezetőjéből: „Úgy döntöttünk, hogy mindent megváltoztatunk, és elnevezzük Gipsy, Sun and Rainbowsnak. Röviden arról van szó, hogy ez egy cigányzenekar”.
Jimi piros hajpántot és rojtos fehér dzsekit viselt, amit barátai, Colett és Stella butikjában szerzett be. A fehér Stratóval lépett színpadra, és mivel az elhangzott bevezető nem nyerte meg a tetszését, elmondta hogy megunták az Experience-t, és néha nagyon bedurrant az agyuk. Az öttagú zenekar bemutatása közben, egy alak bekiabált: "Be vagy nyomva, Jimi?" Jimi elengedte a füle mellett a beszólást, és folytatta.
A műsort adminisztratív és technikai problémák hátráltatták. A mostoha időjárás és a bedugult utak okozta késés miatt csak hétfő reggel tudták elkezdeni a műsort, ekkorra azonban a közönség nagyobb része már elindult hazafelé. A többiek megvárták, még mielőtt elmentek volna. A zenekart The Jimi Hendrix Experience néven mutatták be, de a kezdés után nem sokkal Hendrix Gypsy Sun and Rainbows-ra javította ki. A mikrofon- és hangolási problémáktól eltekintve hallható volt, hogy kibővített zenekara nem próbált eleget, néha egyszerűen nem tudtak vele lépést tartani. Ennek ellenére Hendrix egy (rock)történelmi jelentőségű műsort adott, melyben előadta többek között az amerikai himnusz ma már kultikussá vált adaptációját és egy szóló improvizációt.

### Star Spangled Banner: az amerikai himnusz
A Hendrix stílusa körül kialakult vita tetőpontja az amerikai himnusz „interpretációja” volt, melyet először 1968. szeptember 4-én adott elő. Az általa előadott változatban a háború hangjait (gépfegyverek, bombázás, sikolyok) csalta ki gitárjából. Döntően két vélemény alakult ki: egyesek azt mondták rá, hogy Amerika-ellenes gúnyolódás, mások pedig azt, hogy egy generáció állásfoglalása a társadalom nyugtalanságáról, a szépség, a spontaneitás és a tragédia szimbóluma. Leghíresebb előadása a woodstocki fesztiválon volt.
Hendrix a himnusz átdolgozását nem politikai állásfoglalásnak szánta. Azt mondta, hogy ez egyszerűen egy másfajta megközelítés. Amikor a Dick Cavett Showban egyesek túl „liberálisnak” tartották a woodstocki előadást, Hendrix azt válaszolta: „Szerintem gyönyörű volt”, amivel a közönség is egyetértett. Pályafutása utolsó szakaszában csak egy dalt szánt kifejezett politikai állásfoglalásnak, ez pedig a Machine Gun.
A dalból több stúdiófelvétel is készült, utolsó nyilvános előadása pedig 1970. augusztus 1-jén Honoluluban, Hawaiin volt.

### Emberrablás
1969 szeptemberében két bűnözőnek tűnő ember elrabolta és New Yorkba vitte Hendrixet. A patthelyzet akkor ért véget, amikor Michael Jeffery munkatársai megérkeztek és elvitték tőlük. A rendőrséget és a médiát nem értesítették az esetről, de amikor Hendrix négyszemközt beszélt barátaival vagy munkatársakkal, többször említette a történteket. Úgy gondolta, hogy Jeffery szervezte meg az elrablását, hogy ezzel bírja rá a további együttműködésre. Az eset idején Hendrix nem akart úgy tovább dolgozni, ahogy azt Jeffery szerette volna. A legtöbb életrajz megemlíti az emberrablást és Jefferyt gyanúsítja annak kitervelésével. Ezek közé tartozik Noel Redding Are You Experienced? The Inside Story of the Jimi Hendrix Experience című életrajza is.

## Band of Gypsys
A Gypsy Sun and Rainbows meglehetősen rövid életű volt: a woodstocki fesztiválon kívül még két fellépés, néhány stúdiófelvétel és a The Dick Cavett Showban való szereplés után Hendrix szélnek eresztette a zenekart, csak Billy Cox maradt vele. 1969 decemberében a torontói bíróság a heroin birtoklása miatt indított perben ártatlannak nyilvánította; ezután bevette Cox mellé Buddy Miles dobost, és egy új triót alapított Band of Gypsys néven. Két napig próbáltak a Baggy's Studióban, ezalatt meglepően sok új dalt vettek fel, köztük az eleven Earth Blues-t, melynek vokálját a Ronettes énekelte. 1969–1970 szilveszterén négy koncertet adtak Bill Graham Fillmore Eastjében, New Yorkban. A koncerteknek több különleges darabja volt, ezek közül a Machine Gun 12 perces változata az egyik legemlékezetesebb. A Band of Gypsys az egyetlen koncertalbum, amelynek kiadását Hendrix jóváhagyta; kiadásával végre megszűnt az Ed Chalpinnel folytatott jogi huzavona.
Második és egyben utolsó koncertjüket egy hónappal később, 1970. január 28-án tartották a Madison Square Gardenben. Woodstockhoz hasonlóan itt is több fellépő volt, így a Band of Gypsys csak hajnali háromkor tudta elkezdeni a műsort. Hendrix ekkor valamilyen kábítószer miatt nem volt olyan állapotban, hogy megfelelő műsort tudjon adni. A Who Knows meglehetősen komor változatát játszották, utána pedig egy nőt küldött melegebb éghajlatra, aki mindenképp a Foxy Ladyt akarta hallani. Belekezdett a második dalba, amit aztán a felénél hirtelen abbahagyott, és azt mondta a közönségnek: „Ez van, ha a Föld az űrt dugja – ezt sose feledd”. Egy ideig némán ült a színpadon, majd a személyzet lekísérte. Több feltevés is létezik, hogy mi történt voltaképp: Buddy Miles szerint Michael Jeffery LSD-t adott Hendrixnek, hogy ezzel szabotálja a zenekart, és okot találjon az Experience újjáalakítására. Johnny Winter azt mondta, hogy Hendrix akkori barátnője, Devon Wilson kevert valamit az italába.

## The Cry of Love
Jeffery nem késlekedett a válasszal: azonnal elbocsátotta Billy Coxot és Buddy Milest, helyükre Mitchellt és Reddinget hívta vissza Nagy-Britanniából, hogy a már lekötött műsorokat az újjáalakult Experience adja le. Mielőtt a turné egyáltalán elkezdődött volna, Hendrix visszaküldte Reddinget, és Coxot hívta vissza. A rajongók és a lemezgyűjtők ezt az utolsó felállást – Hendrix, Cox és Mitchell – Cry of Love-nak is nevezik az azonos című turné után.
1970 legnagyobb részét hétköznap stúdiózással, hétvégén koncertezéssel töltötték. A „Cry of Love”-turné 1970. április 25-én, a Los Angeles Forumban kezdődött, és az előző elképzelés szerint tervezték a menetrendet. A hangminőség egyszer-egyszer lehetett volna jobb is, de sok új dalt játszottak, és a régi dalokba is új életet leheltek. A hangfelvételek viszont elég jó minőségűek lettek; ezeket Eddie Kramer és John Jansen (Wally Heider Studios) készítette. Sok viszont csak kalózfelvételeken (vagy nem hivatalos albumokon) szerezhető be. Egyik májusi koncertjüket, amit az Oklahoma Field House Egyetemen tartottak, a kenti egyetemen történt mészárlás áldozatainak ajánlották. A turnénak harminc állomása volt, az utolsó koncertet 1970. augusztus 1-jén, Honoluluban tartották. Több koncert is a legemlékezetesebbek közé tartozik, ezekről kiváló minőségű hang- és filmfelvétel készült.
Az 1972-ben, már Hendrix halála után megjelent In the West című albumon (ma már nem hivatalos) hallható Chuck Berry Johnny B. Goode-jának kiváló feldolgozása (Berkeley Community Center, 1970. május 30.). Rajta van még többek között a Red House 12 perces változata (San Diego Sports Arena), a Voodoo Chile (Slight Return) és a Little Wing (Royal Albert Hall, 1969. február 24.). Az album hangminősége sokkal jobb, mint a filmzene-albumoké.
1971-ben, a Rainbow Bridge című filmhez készült albumon hallható a Hear My Train a Comin' briliáns előadása, amit szintén 1970. május 30-án vettek fel (a hivatalos albumok közül a Blues címűn is rajta van). Ez a felvétel a Red House (San Diego), a Stone Free és a Machine Gun (Fillmore East) című dalokhoz hasonló, Hendrix legjobb formáját nyújtja bennük. Ám az egész album hibás volt, mert a Rainbow Bridge című filmben az 1970 júliusában, Mauin adott koncert látható. A filmzene-albumon több dal is van, ami rákerült a First Rays of the New Rising Sunra, például a Hey Baby (New Rising Sun), a Dolly Dagger, az Earth Blues, a Room Full of Mirrors és a Look over Yonder, valamint az amerikai himnusz stúdiófelvétele, ami csak a 2000-ben kiadott négy CD-s, díszdobozos kiadáson jelent meg.

### Electric Lady Studios
1970. augusztus 26-án hivatalosan is megnyílt az Electric Lady Studios New Yorkban. Két évvel korábban Hendrix és Jeffery megvette a Generation Clubot Greenwich Village-ben. Kezdetben egy saját klubot akartak nyitni, de rájöttek, hogy egy saját stúdió sokkal hasznosabb lenne. Az Electric Ladyland stúdióköltségei elképesztőek voltak, mert egész nap benn voltak, és a stúdióidő lefoglalása is drága volt. A stúdió felépítése majdnem dupla annyi időt és pénzt emésztett fel, mint amennyi el volt tervezve: késtek az engedélyek, a bontás idején az eső az egész helyet elöntötte és különböző hangszigetelési és statikai változtatás is szükséges volt, miután rájöttek, hogy az épület egy föld alatti vízfolyás mellékága fölött áll. Végül a Warner Brothers-től kértek egy hat számjegyű kölcsönt.
A stúdió ma New York és a zeneipar legendái közé tartozik, megszámlálhatatlanul sok zenész készített itt felvételeket.

### First Rays of the New Rising Sun
Az Electric Lady megnyitása előtti néhány hétben Hendrix már elkezdte egy új album munkálatait. A dalok egy része a Cry of Love, a War Heroes és a Loose Ends című albumokon jelent meg. Egy júniusi koncerten azt mondta, hogy az új album júliusban vagy augusztusban jön ki, egy vagy két részben. Halála után néhány dal a Cry of Love című albumon jelent meg. Ám az új album felvételei – melynek munkacíme First Rays of the New Rising Sun volt – egészen addig tartottak, amíg el nem utazott az európai turnéra. A megnyitó után Hendrix és Cox az Air India egyik gépén Londonba repült, hogy ott találkozzon Mitchell-lel.
1970. szeptember 6-án, élete utolsó koncertjén Hendrixet a közönség kifütyülte, a hangulat egyébként is fenyegető volt; miután lejött a színpadról, az egészet felgyújtották. Cox kiszállt a turnéból és visszarepült az Államokba, mert fenciklidin túladagolást szenvedett.

## Halála

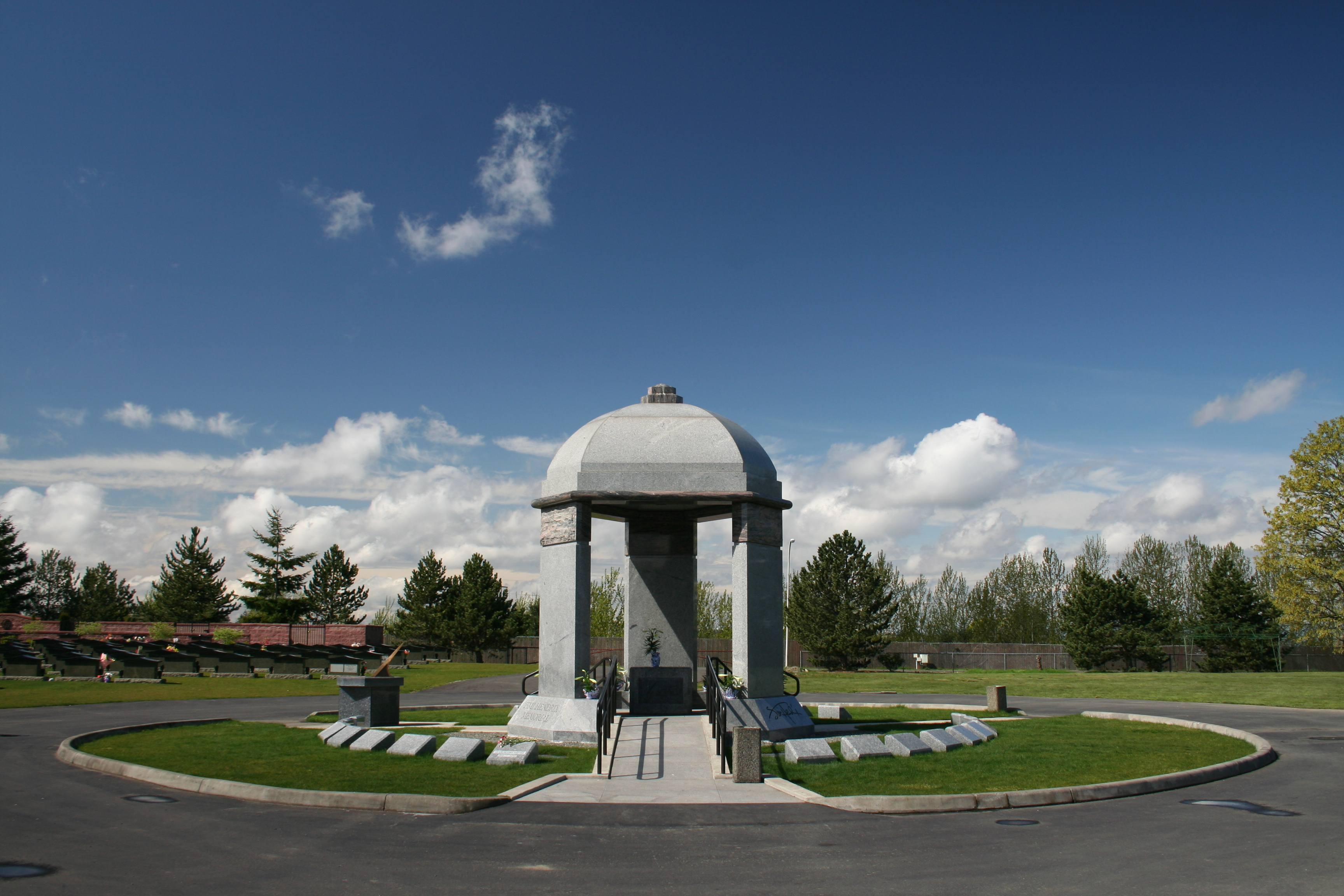
Greenwood Memorial Park, Renton, WA

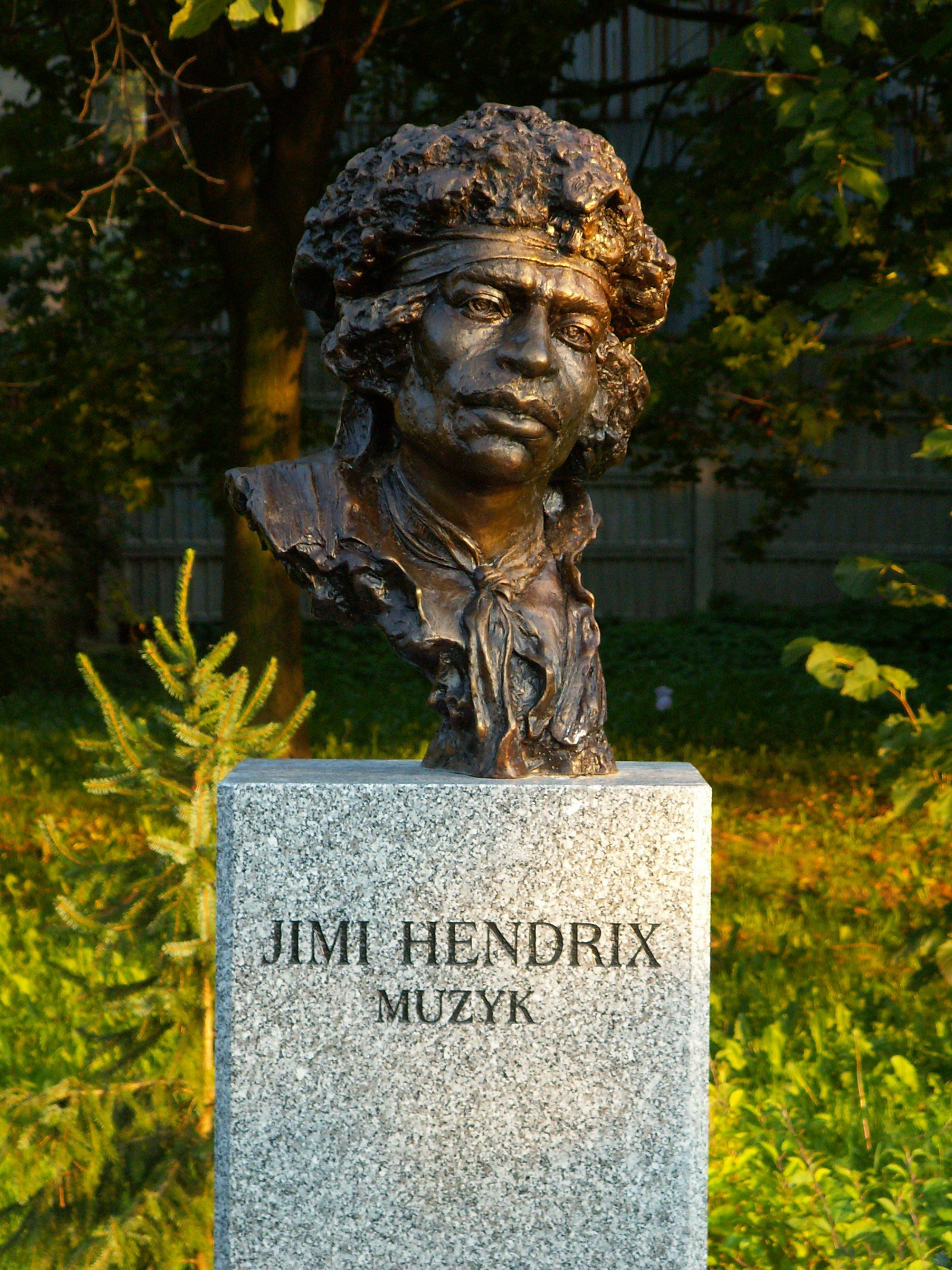
Jimi Hendrix szobra Lengyelországban

Jimi Hendrixet 1970. szeptember 18-án kora reggel holtan találták Londonban, a Samarkand Hotel (Lansdowne Crescent 22) alagsorában. Hendrix halálának körülményeit mindeddig nem tisztázták teljesen, de talán mostanra nagyon sok minden egész más fényt vet eddig titokzatos és homályba rejtett halálára. Német barátnőjével, Monika Dannemann-nal töltötte az éjszakát. Az eddigi hivatalos jelentés szerint a bevett kilenc barbiturát Vesperax altató tabletta, illetve az előtte elfogyasztott alkohol hatására saját hányásába fulladt bele. Dannemann évekig nyilvánosan azt állította, hogy Hendrix még életben volt, amikor a mentőautóba helyezték; azonban azzal a reggellel kapcsolatos megjegyzései gyakran ellentmondóak és zavartak voltak, interjúról interjúra változtak. Rendőrségi és mentőszolgálati jelentések szerint azonban Hendrix már egy ideje halott volt, amikor a helyszínre érkeztek; a lakás üres, ajtaja pedig nyitva volt. Mivel két hónappal a 28. születésnapja előtt hunyt el, így erősíti a  27-esek klubjának legendáját.
1996-ban a Hendrixszel hosszú kapcsolatban lévő brit barátnője, Kathy Etchingham becsületsértésért feljelentette Monika Dannemannt, aki ezek után öngyilkos lett (mivel vallania kellett volna addigi hazugságaival és ellentmondásaival kapcsolatban, és Jimi eltitkolt haláláról újabb bizonyítékok kerültek volna napvilágra). Mindmáig nagyon gyanús az is, hogy miért nem engedték a holttest azonnali törvényszéki boncolását, illetve a feltárt jelentések és a későbbi boncolási megjegyzések sorai közül mi okból húztak ki fekete filccel jelentős mennyiséget, ezzel olvashatatlanná téve a nyilvánvalóan tényfeltáró sorokat.
A lakásán találtak egy szomorú verset, amit Hendrix írt, és sokak szerint azt bizonyította, hogy öngyilkosságot követett el, bár erre semmi eddigi életgondolata vagy kijelentése nem adott volna okot. Egy másik, sokkal reálisabb, illetve bizonyítottabb kutatások szerint Hendrixet meggyilkolták – erőszakkal altatót és bort adtak be neki (amíg majdnem meg nem fulladt benne, amit a felöklendezett nagy mennyiségű bor is bizonyít), majd a Michael Jeffery menedzser által felbérelt gyilkosok megfojtották egy sállal, amit csak erősít Michael Jeffery egyre sűrűbben emlegetett azon kijelentése, miszerint Jimi többet ér neki már holtan, mint élve (2 millió dollárra volt neki biztosítva Hendrix). Ezenfelül halála másnapján lett volna Jefferyvel egy komolyabb pere, amiben Jimi kitálalt volna Jeffery hatalmas sikkasztásairól és zűrös kapcsolatairól (maffia, CIA). Továbbá a titkosszolgálatoknak is már szemet szúrt Jiminek a "Black Panthers" feketék által létrehozott kormányellenes, lázadó szervezettel való kapcsolata, amit Hendrix anyagilag is egyre komolyabban támogatott. Ezekről mind komoly bizonyítékokkal szolgál a róla készült dokumentumfilm is, amit kortársai és az akkori szemtanúk támasztanak alá, a Jimi Hendrix utolsó 24 órája című filmben.
Gyakori tévhit, hogy Hendrix tervezett Black Gold című albumát ellopták londoni lakásáról. Valójában a szalagokat Jimi Mitch Mitchellnek adta át az Isle of Wight fesztiválon, három héttel a halála előtt. Hendrix Greenwich Village-i lakását azonban tényleg ismeretlen vandálok rabolták ki, és loptak el számos személyes tárgyat, szalagokat, és számtalan oldalnyi dalszöveget és verset, amelyekből némelyik előkerült árveréseken vagy gyűjtőknél.

## Diszkográfia

### Kislemezek

#### Brit kiadású kislemezek
- Hey Joe/Stone Free – 1966. december 16.
- Purple Haze/51st Anniversary – 1967. március 17.
- The Wind Cries Mary/Highway Chile – 1967. május
- Burning of the Midnight Lamp/Stars That Play with Laughing Sam's Dice – 1967. augusztus
- All Along the Watchtower/Long Hot Summer Night – 1968. október 18.
- Crosstown Traffic/Gypsy Eyes – 1969. április
- Fire/Burning of the Midnight Lamp – 1969. október

#### Amerikai kislemezek
- Hey Joe/51st Anniversary – 1967. június
- Purple Haze/The Wind Cries Mary – 1967. augusztus
- Foxy Lady/Hey Joe – 1967. november
- Up from the Skies/One Rainy Wish – 1968
- All Along the Watchtower/Burning of the Midnight Lamp – 1968. szeptember 4.
- Crosstown Traffic/Gypsy Eyes – 1968. november 18.
- Stone Free/If 6 Was 9 – 1969. december
- Izabella/Stepping Stone – 1970. április 8.

### Stúdióalbumok
- Hornets Nest - 1965. július 16.[forrás?]
- Are You Experienced – 1967. május 12. (Nagy-Britannia); 1967. augusztus 23. (USA)
- Axis: Bold as Love – 1967. december 1. (Nagy-Britannia); 1968. január 10. (USA)
- Electric Ladyland – 1968. szeptember 16. (USA); 1968. október 25. (Nagy-Britannia)
- Rainbow Bridge - 1969. augusztus 14.[forrás?]
- Peoples, Hells And Angels - 1970. január 02.[forrás?]

### Koncertalbumok
- Band of Gypsys – 1970. március 25. (USA); 1970. június 12. (Nagy-Britannia)

### Válogatások
- Smash Hits – 1968. április (Nagy-Britannia); 1969. július 30. (USA)

## Posztumusz diszkográfia
A posztumusz diszkográfiában csak a Hendrix-család által elfogadott és az Experience Hendrix, L.L.C. által hivatalosan kiadott albumok vannak feltüntetve. Aki kíváncsi a többire is, az megnézheti a The Jimi Hendrix Record Guide oldalt.

### Stúdióalbumok
- First Rays of the New Rising Sun – 1997. április 22.
- South Saturn Delta – 1997. október 7.
- Merry Christmas and a Happy New Year – 1999. november 16.
- Morning Symphony Ideas – 2000. július 25.
- Jimi Hendrix: The Baggy's Rehearsal Sessions – 2002. június 25.
- Noel Redding – The Experience Sessions – 2003
- Martin Scorsese Presents the Blues: Jimi Hendrix – 2003. szeptember 9.
- Hear My Music – 2004. november 23.

### Koncertalbumok
- The Jimi Hendrix Experience: Live at the Oakland Coliseum – 1998. február 27.
- Hendrix: Live at the Fillmore East – 1999. február 23.
- The Jimi Hendrix Experience: Live at Clark University – 1999. július 6.
- Jimi Hendrix: Live at Woodstock – 1999. július 6.
- Live in Ottawa – 2001. október 23.
- Blue Wild Angel: Jimi Hendrix Live at the Isle of Wight – 2002. november 12.
- Blue Wild Angel: „Highlights” – 2002. november 12.
- Jimi Hendrix Experience: Paris 1967 / San Francisco 1968 – 2003. április 24.
- The Jimi Hendrix Experience: Live at Berkeley (The Second Set) – 2003. szeptember 16.
- Live at Woodstock (35th Anniversary Edition) – 2004. szeptember 12.
- The Jimi Hendrix Experience: Live at the Isle of Fehmarn – 2005. december 13.

### Válogatások
- Blues – 1994. április 26.
- The Jimi Hendrix Experience: BBC Sessions – 1998. június 2.
- Experience Hendrix: The Best of Jimi Hendrix – 1998. november 3.
- The Jimi Hendrix Experience (Box Set) – 2000. szeptember 12.
- Voodoo Child: The Jimi Hendrix Collection – 2001. május 8.

## Filmográfia
A filmek között szintén csak a Hendrix-család által elfogadott és az Experience Hendrix, L.L.C. által hivatalosan kiadott filmek vannak feltüntetve . Ezek mindegyike DVD-n jelent meg.
- The Making of Electric Ladyland – 1997
- Hendrix: Band of Gypsys – 1999. február 23.
- Jimi Hendrix: Live at Woodstock – 1999. július 6.
- Experience: Jimi Hendrix – 2001. február 13.
- Jimi Hendrix: The Dick Cavett Show – 2002. május 14.
- Blue Wild Angel: Jimi Hendrix Live at the Isle of Wight – 2002. november 12.
- Jimi Plays Berkeley – 2003. szeptember 16.
- A Film About Jimi Hendrix – 2005. június 28.
- Jimi Hendrix: Live at Woodstock (dupla DVD) – 2005. szeptember 13.

## Híres koncertjei
- The Jimi Hendrix Experience
  - 1966. október 13. – Novelty Club, Evreux, Normandia, Franciaország: a legelső Experience-koncert
  - 1967. június 18. – The Monterey International Pop Music Festival, Kalifornia, USA: az Experience első fellépése az USA-ban
- Gypsy Sun and Rainbows
  - 1969. augusztus 18. – Woodstock Music & Art Fair; Bethel, New York, USA
  - 1969. szeptember 5. – United Block Association Harlem Benefit, 139 Street/Lenox Avenue, New York City, USA
  - 1969. szeptember 9. – The Dick Cavett Show, ABC Television, USA
- Band of Gypsys
  - 1969. december 31. – The Fillmore East Auditorium, New York City, USA: újévi koncert
  - 1970. január 1. – The Fillmore East Auditorium, New York City, USA: újévi koncert
  - 1970. január 28. – Winter Festival For Peace, Madison Square Garden; New York City, USA
- Cry of Love
  - 1970. április 25. – LA Forum; Inglewood, Los Angeles, USA: a Cry of Love első koncertje
  - 1970. május 30. – Berkeley Community Theater, Berkeley, Kalifornia, USA
  - 1970. augusztus 30. – Isle Of Wight Music Festival, Afton, Wight-sziget, Nagy-Britannia
  - 1970. szeptember 6. – Fehmarn Love and Peace Festival, Mecklenburg-öböl, Fehmarn-sziget, NSZK: utolsó koncert
- Szóló/közreműködő
  - 1970. szeptember 16. – Ronnie Scott's Club, London, Nagy-Britannia: jam session, utolsó fellépése

## Magyar nyelvű Hendrixszel foglalkozó zenei előadók, feldolgozások, fordítások
- Hobo Blues Band – Hey Joe (ford. Földes László), Vörös ház blues (ford. Földes László)
- Póka Egon Experience
- Hoppál Mihály Band
- Magyar Atom
- Message to Hendrix
- Hivatalos oldal (angolul)
- Mazurek recept Makay Judit ajánlásával (angol nyelven). Jimi Hendrix Foundation. [2012. december 9-i dátummal az eredetiből archiválva].
- Képriport Jimi Hendrix életéről (magyarul)
- Jimpress magazin, Anglia (angolul)
- Hendrix katonai iratai (angolul)

## Magyar nyelvű kötetek róla
- Jimi Hendrix: Nulláról indulva; összeáll., előszó Peter Neal, ford. Pritz Péter; Helikon, Budapest, 2014
- Charles R. Cross: Tükörszoba. Jimi Hendrix élete; ford. Szilágyi Ágnes; Cartaphilus, Budapest, 2006
- Corinne Ullrich: Jimi Hendrix; közrem. Petra Zeitz, ford. Bán Zoltán András; Magyar Könyvklub, Budapest, 2001 (MKK portré)
- Göbölyös N. Lászlóː Bíbor ködben. Mozaikok Jimi Hendrix életéből; versford. Göbölyös N. László; Katalizátor Iroda, Budapest, 1992
- Göbölyös N. László: Jimi Hendrix, 1942-1970; Laude, Budapest, 1988 (Rocktörténeti kiskönyvtár)

## Kapcsolódó szócikk
- Handel Hendrix House